# 旗下結集効果

2001年から2006年までのブッシュ大統領の支持率。支持率の急上昇は、9月11日の同時多発テロ、イラク侵攻、サダム・フセイン捕縛の時期と重なる。

旗下結集効果（きかけっしゅうこうか、英：rally 'round the flag effect）とは、政治学や国際関係論の分野で用いられる概念で、国際的な危機や戦争の時期に、その国の政府や政治指導者に対して国民の支持が短期的に高まることを説明するためのものである。この効果は政府の政策に対する批判を減らすことができるため、陽動外交政策の一因と見なすことができる。

## ミューラーの定義
政治学者のジョン・ミューラーは、1970年に「トルーマンからジョンソンまでの大統領人気」という論文でこの効果を示唆した。彼はこれを、3つの性質を持つ出来事から生まれると定義した。
1. 「国際的であること」
2. 「米国、特に大統領に直接関わるものであること」
3. 「具体的で、劇的、かつ焦点が絞られていること」

さらに、ミューラーは結集を5つのカテゴリーに分類した。
1. 突然の米軍の介入（例：朝鮮戦争、ピッグス湾侵攻）
2. 主要な外交行動（例：トルーマンドクトリン）
3. 劇的な技術開発（例：スプートニク）
4. 米ソ首脳会談（例：ポツダム会談）
5. 進行中の戦争における主要な軍事的展開（例：テト攻勢）

これらの分類は、冷戦時代の出来事に大きく依存しているため、現代の政治学者からは時代遅れとみなされている。

## 原因と期間
ミューラーの最初の理論以来、効果の原因を説明するために2つの学派が生まれた。1つ目の「愛国心学派」は、危機的状況に陥ったとき、アメリカ国民は大統領を国民統合の体現者として見るというものである。2つ目の「オピニオン・リーダーシップ派」は、米国議会において野党側からの批判がなくなると起きると考える。野党議員が大統領を支持しているように見えれば、メディアは報道すべき争いがないため、国民には大統領の政策は問題ないかのように見えるのである。この2つの説はどちらも批判されているが、旗下結集の原因を説明するには愛国心学派、旗下結集の持続期間を説明するにはオピニオン・リーダーシップ学派の方が良いというのが一般的な見方である。また、危機前の大統領の支持率が低いほど、改善の余地があるため、上昇率がポイント的に大きくなると考えられている。例えば、フランクリン・D・ルーズベルトは真珠湾攻撃後に72％から84％へと12％の支持率上昇にとどまったが、ジョージ・W・ブッシュは9.11テロ後に51％から90％へと39％の上昇を見せた。
もう一つの原因説は、アメリカ合衆国憲法に埋め込まれていると考えられている。他の国と違って、憲法は大統領を政府の長であると同時に国家の元首にしている。このため、大統領は国家元首としての役割によって、アメリカ国民にとって象徴的な重要性を持つため、一時的に人気が高まる。しかし、時間が経つにつれて、政府の長としての職務は、野党を分断するような党派的な決定を必要とし、人気は低下していく。この説は、どちらかというとオピニオン・リーダーシップ派に近い。
大統領選の世論調査は高度に統計的であるため、アラバマ大学の政治学者ジョン・オニールは、数学を用いて「旗下結集」の研究にアプローチしている。オニールは、数学的方程式を使って、オピニオン・リーダーシップ派の方がより正確であると仮定している。この方程式は、危機に関するニューヨーク・タイムズの見出しの数、超党派の支持や敵意の有無、大統領の以前の支持率など、数値化された要因に基づいている。
カリフォルニア大学ロサンゼルス校の政治学者マシュー・A・ボーム氏は、旗下結集効果の原因は、結集効果後に無党派層や野党議員が大統領支持に転じることにあることを発見した。また、国が分裂していたり、経済状態が悪かったりすると、結集効果はより大きくなることもわかった。これは、結集前に大統領に反対していた人々が、危機発生後に大統領を支持するように変化するためである。危機前に国が分裂していると、危機後に大統領への支持率が上がる可能性が高い。
政治学者のテレンス・L・チャップマンとダン・ライターによる研究では、国連安全保障理事会が武力を伴う紛争（MIDs）を支持した場合、大統領支持率の上昇幅が大きくなることが明らかになった。国連安全保障理事会の支持がある場合、ない場合に比べ、大統領支持率の上昇効果は8〜9ポイント増加することが判明した。
1990年から2014年までの10カ国を対象とした2019年の研究によると死傷者を伴う軍事介入では、初期（少なくとも最初の1年）に旗下結集効果が見られるが、有権者は4年半後に政権党を罰し始めるとされている。2021年の研究では、旗下結集効果については弱い効果が見つかった。

## 歴史的な例

### アメリカ
この効果は、第二次世界大戦以降のほぼすべての主要な外交危機の文脈で検討されてきた。いくつかの顕著な例を挙げる。
- キューバ危機：ギャラップ社の世論調査によると、1962年10月初旬のジョン・F・ケネディ大統領の支持率は61％であった。危機が去った11月にはケネディ大統領の支持率は74%に上昇した。支持率の急上昇は1962年12月に76％でピークに達した。ケネディの支持率は再び徐々に低下し、1963年6月には危機以前の61%に到達した[3][10]。
- イランアメリカ大使館人質事件：ギャラップ社の世論調査によると、1979年11月にテヘランの米国大使館が最初に占拠された後、ジミー・カーター大統領は急速に26ポイント上昇し、32%から58%まで支持率が跳ね上がった。しかし、カーターの危機管理により支持率は低下し、1980年11月にはカーターは危機以前の支持率に戻した[11]。
- 砂漠の嵐作戦（湾岸戦争）：ギャラップ社の世論調査によると、1991年1月のジョージ・H・W・ブッシュ大統領の支持率は59％だったが、砂漠の嵐作戦の成功を受けて、ブッシュは1991年2月に89％の支持率のピークを記録した。そこからブッシュの支持率は徐々に下がり、1991年10月には危機前の61%に達した[3][12]。
- 2001年9月11日の同時多発テロ以降、ジョージ・W・ブッシュ大統領の支持率は前代未聞の上昇を見せた。9月10日のギャラップ調査では51%であった。9月15日には34ポイントも上昇し、85％になった。その1週間後には90％となり、大統領の支持率としては過去最高となった。テロ発生から1年以上経っても、ブッシュの支持率は9・11以前（2002年11月68％）より高い。9.11後のブッシュの支持率の大きさも期間も、危機後の後押しとしては最大であったと考えられている。この支持率がブッシュに権限を与え、最終的にイラク戦争開始の政治的レバレッジを与えたと考える人は多い[3][13]。
- オサマ・ビン・ラーディン殺害作戦：ギャラップ社の世論調査によると、バラク・オバマ大統領の大統領支持率は6％上昇し、作戦前の3日間（4月29日〜5月1日）の46％から作戦後の3日間（5月2日〜4日）では52％に跳ね上がった[14]。しかし、この旗下結集効果は長くは続かず、6月30日には46%まで低下した。

### その他
- 第一次世界大戦中、ほとんどの交戦国では党派性が薄らいでいた。社会主義政党の多くは、戦争反対という公約を捨て、その政府を支持し、第二インターナショナルの解散につながった[15]。
  - ドイツ帝国では、ドイツ社会民主党が帝国議会で戦時加算に賛成することでドイツの参戦を可能にし、戦争のほとんどの期間、政府を支持した。その後、皇帝ヴィルヘルム2世は、通常の党派政治を停止する政治休戦「ブルグフリーデン（英語版）」を宣言した[16][17][18]。
  - フランス第三共和制は、同様のユニオン・サクレを宣言し、ほとんどの社会主義政党がこれを受け入れた。国際労働者連盟フランス支部の指導者ジャン・ジョレスが、平和主義者の演説を準備中であると考えたフランス国粋主義（英語版）の暗殺者ラウール・ヴィラン（英語版）によって暗殺された[16][19]。
  - イギリスでも、アイルランドの民族主義者、参政権論者、労働組合員の反体制派が戦争を支持したため、政情不安と過激さが緩和された。特に、保守党の支援を受けた多くのアルスター・プロテスタントとイギリス軍の一部の将校が、目前に迫ったアイルランド自治権の実施を認めず、内戦を脅かしたカラ反乱（英語版）は、イギリスの第一次世界大戦参戦と自由党政権への支援の盛り上がりで直ちに終結した。その後、デイヴィッド・ロイド・ジョージの自由党・保守党の連立政権は、戦時中の支持を利用して1918年に「クーポン選挙」を行い、政府が「連立クーポン」で推薦した候補者が大勝し、自由党を壊滅させることになった[16][20]。
- 第二次世界大戦中、イギリス首相ウィンストン・チャーチルは、戦前の政府のナチス・ドイツに対する宥和外交に反対し、戦後のバトル・オブ・ブリテンで敗北から国を救ったことで、国内で絶大な支持を受けた。英国議会では、野党労働党を含む主要政党がすべてチャーチルの戦時内閣に加わった。戦時中の首相職の間、彼の支持率が78％を下回ることはなかった。チャーチル個人の人気は、労働党が提唱した福祉国家に反対し、宥和政策や戦時中の失業・貧困と結びついたままの保守党には波及しなかった。その結果、1945年の総選挙では、保守党は労働党に大敗した[21][22][23]。
- ロシアとウクライナの戦争をきっかけに、ロシアではウラジーミル・プーチン大統領への支持率が上昇した。クリミアの併合を発表した後、彼の支持率は10％上昇し、71.6％になった[24]。2022年のロシアによるウクライナ侵攻の際にも、ミハイル・ミシュスティン首相への支持率と同様に69%まで上昇した[25]。この戦争によって、ウクライナのヴォロディミル・ゼレンスキー大統領の支持率は国内外ともにさらに上昇し、ウクライナでは30パーセントから90パーセントに、米国でも70パーセントに上昇した[26]。

## パンデミック

保守党政権の支持率は、英国でのCOVID-19の発生後数週間で急上昇した。

2020年に起きたCOVID-19パンデミックの発生は、一時的に世界の一部指導者の支持率を急上昇させる結果となった。米国のドナルド・トランプ大統領の支持率は、2020年初期の流行期にわずかに上昇した。米国以外にも、欧州の政府首脳の人気が上昇した。フランスのエマニュエル・マクロン大統領、イタリアのジュゼッペ・コンテ首相、オランダのマルク・ルッテ首相、英国のボリス・ジョンソン首相は、パンデミックがそれぞれの国を襲った後の数週間に「非常に支持された」。特にCOVID-19で「自身も重症になった」ジョンソンは、政府を「ここ数十年で最も人気がある」状態に導いた。彼らの支持率上昇がいつまで続くかは不明だったが、元NATO事務総長のジョージ・ロバートソンは、「人々は結集しても、すぐに蒸発する」との見解を示した。

## 論争と悪用への懸念
政治指導者が旗下結集効果を悪用するのではないかという懸念がある。これは、指導者が国内問題から目をそらすために国際的な危機を作り出し、旗下結集効果によって支持率を上げるという「戦争の陽動理論」から来ている。この理論に関連する懸念は、指導者が国内の深刻な問題への対処を避けるために、あるいは支持率が下がり始めたときに支持率を上げるために国際危機を引き起こすことができるというものである。

## 創作物での描写
- 『ウワサの真相/ワグ・ザ・ドッグ』は、クリントン・ルインスキー事件の直前に偶然にも公開された映画であるが、事件との類似性が高い。セックス・スキャンダルから目をそらすために、アメリカ大統領がアルバニアがテロリストの温床だと名指しし（アルバニアはイスラム教徒が多数派の国だが、決定的な差はない）に戦争を作り上げる。この映画は2年後にリメイクされた。